# Droppfrankolin
Droppfrankolin (Francolinus pictus) är en hönsfågel i familjen fasanfåglar som förekommer huvudsakligen i Indien.

## Utseende
Droppfrankolin är en 31 cm lång hönsfågel. Könen är rätt lika, med rostfärgad huvud och tydligt vita droppformade fläckar på både över- och undersida.

## Läten
Droppfrankolin är en ljudlig fågel. Lätena liknar svart frankolin, med ett skärande "keek keek keeki" som inleds med ett mer lågmält "keke", ofta framfört i duett.

## Utbredning och systematik
Droppfrankolin delas in i tre underarter med följande utbredning:
- Francolinus pictus pallidus – förekommer i norra centrala Indien
- Francolinus pictus pictus – förekommer i centrala och södra Indien
- Francolinus pictus watsoni – förekommer på Sri Lanka

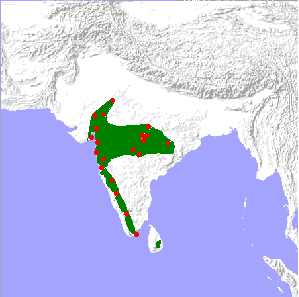
Artens utbredningsområde.

## Levnadssätt
Droppfrankolin hittas i tät vegetation i gräs- och buskmarker, jordbruksbygd och skogsbryn. Den födosöker på marken i par eller smågrupper på jakt efter frön, skott och ryggradslösa djur. Fågeln är skygg, svårstött och mest aktiv i skymning och gryning.

## Status och hot
Arten har ett stort utbredningsområde och en stor population, men tros minska i antal till följd av jakt och habitatförsämring, dock inte tillräckligt kraftigt för att den ska betraktas som hotad. Internationella naturvårdsunionen IUCN kategoriserar därför arten som livskraftig (LC). Världspopulationen har inte uppskattats men den beskrivs som relativt vanlig i stora delar av utbredningsområdet.